# Millerovo
Millerovo (rusky Миллерово) je město v Rostovské oblasti v Ruské federaci. Při sčítání lidu v roce 2010 mělo přes šestatřicet tisíc obyvatel.

## Poloha a doprava
Přes Millerovo protéká od severu k jihu říčka Glubokaja, levý přítok Severního Doňce v povodí Donu. Od Rostova na Donu, správního střediska oblasti, je Millerovo vzdáleno přibližně 220 kilometrů severně.
Přes město prochází železniční trať z Moskvy přes Voroněž do Rostova na Donu, od které se v Millerově odpojuje trať směrem do ukrajinského Luhansku a do Donbasu.

## Dějiny
Millerovo bylo založeno v roce 1786, když kozácký důstojník německého původu Ivan Abramovič Miller získal od carevny Kateřiny II. dovolení osídlit zde volnou půdu.
Městem je Millerovo od roku 1926.
Za druhé světové války bylo Millerovo obsazeno 16. července 1942 jednotkami německé armády a dobyto zpět 17. ledna 1943 jednotkami jihozápadního frontu Rudé armády.
V blízkosti města se rozkládá vojenská letecká základna Millerovo, která se během rusko-ukrajinské války 25. února 2022 stala terčem ukrajinského raketového útoku.

### Rodáci
- Děnis Glušakov (* 1987), fotbalista